# Gelidium
Gelidium é um género de algas talóides que inclui pelo menos 124 espécies. Os espécimes deste género podem atingie 2 a 40 cm de comprimento. A ramificação é irregular ou ocorrem em pares localizados em lados opostos do talo axial. A espécies do género Gelidium produzem tetrasporos. Muitas das algas deste grupo são utilizadas para a produção de ágar-ágar. Chaetangium é um sinónimo taxonómico.

## Espécies
- Gelidium affine
- Gelidium allanii
- Gelidium amamiense
- Gelidium amansii
- Gelidium ambiguum
- Gelidium americanum
- Gelidium anthonini
- Gelidium applanatum
- Gelidium arborescens
- Gelidium arenarium
- Gelidium asperum
- Gelidium australe
- Gelidium bernabei
- Gelidium bipectinatum
- Gelidium canariense
- Gelidium cantabricum
- Gelidium capense
- Gelidium caulacantheum
- Gelidium ceramoides
- Gelidium chilense
- Gelidium coarctatum
- Gelidium concinnum
- Gelidium congestum
- Gelidium corneum
- Gelidium coronadense
- Gelidium coulteri
- Gelidium crinale
- Gelidium crispum
- Gelidium deciduum
- Gelidium decompositum
- Gelidium delicatulum
- Gelidium divaricatum
- Gelidium elegans
- Gelidium elminense
- Gelidium fasciculatum
- Gelidium filicinum
- Gelidium flaccidum
- Gelidium floridanum
- Gelidium foliaceum
- Gelidium foliosum
- Gelidium galapagense
- Gelidium hancockii
- Gelidium heterocladum
- Gelidium hommersandii
- Gelidium howei
- Gelidium hypnosum
- Gelidium inagakii
- Gelidium inflexum
- Gelidium intertextum
- Gelidium isabelae
- Gelidium japonicum
- Gelidium johnstonii
- Gelidium kintaroi
- Gelidium latiusculum
- Gelidium lingulatum
- Gelidium linoides
- Gelidium longipes
- Gelidium macnabbianum
- Gelidium madagascariense
- Gelidium maggsiae
- Gelidium masudae
- Gelidium microdentatum
- Gelidium microdon
- Gelidium microdonticum
- Gelidium microphyllum
- Gelidium microphysa
- Gelidium micropterum
- Gelidium minusculum
- Gelidium multifidum
- Gelidium musciforme
- Gelidium nova-granatense
- Gelidium nudifrons
- Gelidium omanense
- Gelidium pacificum
- Gelidium planiusculum
- Gelidium pluma
- Gelidium pristoides
- Gelidium profundum
- Gelidium pseudointricatum
- Gelidium pteridifolium
- Gelidium pulchellum
- Gelidium pulchrum
- Gelidium pulvinatum
- Gelidium purpurascens
- Gelidium pusillum
- Gelidium reediae
- Gelidium refugiensis
- Gelidium regulare
- Gelidium reptans
- Gelidium rex
- Gelidium rigens
- Gelidium robustum
- Gelidium samoense
- Gelidium sclerophyllum
- Gelidium secundatum
- Gelidium semipinnatum
- Gelidium serrulatum
- Gelidium sinicola
- Gelidium spathulatum
- Gelidium spinosum
- Gelidium subfastigiatum
- Gelidium tenue
- Gelidium tsengii
- Gelidium umbricola
- Gelidium usmanghanii
- Gelidium vagum
- Gelidium venetum
- Gelidium venturianum
- Gelidium versicolor
- Gelidium vietnamense
- Gelidium vittatum
- Gelidium yamadae
- Gelidium zollingeri